# Estación de Santarém
La Estación Ferroviaria de Santarém, más conocida como Estación de Santarém, es una plataforma de la línea del Norte, que sirve a la localidad de Santarém, en Portugal; incluye un núcleo museístico, dedicado a la historia ferroviaria.

## Características

### Localización y accesos
El acceso es efectuado por la Ruta de la Estación de Ferrocarriles, en la parroquia de Santa Iria da Ribeira de Santarém.

### Descripción física
En enero de 2011, presentaba dos vías de circulación, con 1.294 y 1.303 metros de longitud; las plataformas tenían 298 y 277 metros de extensión, y 35 centímetros de altura.

### Núcleo museístico
En la antigua cocheira de vagones de la Estación, se encuentra el Núcleo Museológico de Santarém, inaugurado  el 5 de  octubre de 1979, y que encerra varios utensílios, herramientas y documentación, ligados a la temática de la historia ferroviaria portuguesa.

## Historia
El tramo hasta Santarém de la línea del Este abrió el 1 de  julio de 1861.